# Pavelló Olímpic de Badalona
Der Pavelló Olímpic de Badalona (spanisch Pabellón Olímpico de Badalona), oder auch katalanisch Palau Municipal d’Esports de Badalona (spanisch Palacio Municipal de Deportes de Badalona), ist eine Mehrzweckhalle in der spanischen Stadt Badalona in der katalanischen Àrea Metropolitana de Barcelona. Im Jahr 1992 bekamen die Architekten Esteve Bonell und Francesc Rius den Architekturpreis Mies van der Rohe Award for European Architecture für den Entwurf des Gebäudes verliehen.
Seit 1991 trägt der Basketballverein Club Joventut Badalona seine Heimspiele in der Arena aus. Zu den Partien bietet die Spielstätte 12.500 Plätze für die Besucher. Daneben wird sie für Konzerte, Kultur- und Showveranstaltungen genutzt.
Die Halle wurde für die Basketball-Wettbewerbe der Olympischen Sommerspiele 1992 erbaut und am 17. September 1991 eröffnet. Während des olympischen Basketball-Turniers trat das berühmte Dream Team mit den NBA-Spielern Laettner, Robinson, Ewing, Bird, Pippen, Jordan, Drexler, Malone, Stockton, Mullin, Barkley und Johnson zu den Spielen in Badalona an. Der Pavelló Olímpic de Badalona war 1997 einer der drei katalanischen Austragungsorte der Basketball-Europameisterschaft der Männer in Spanien.